# Jan Roubal (pedagog)
Jan Roubal (25. října 1947 – 21. ledna 2015 nebo 20. ledna 2015) byl český pedagog, historik, divadelní teoretik a překladatel.

## Život
Jan Roubal pocházel z Broumova u Náchoda. Zde má kořeny i jeho láska k divadlu. Během středoškolského studia ho ovlivnil místní, v té době amatérský, soubor Pavla Fialy – Kladivadlo.
Vystudoval Filozofickou fakultu na Univerzitě Palackého v Olomouci, kombinaci oborů bohemistika – historie, kterou úspěšně ukončil v roce 1972. V rámci doktorského studia se věnoval polonistice se zaměřením na překladatelství. Studia zakončil v roce 1986.
Zemřel po dlouhé nemoci dne 21. ledna 2015 v Prostějově ve věku 68 let.

## Pedagogická činnost
Od roku 1973 působil jako vedoucí literárně dramatického kroužku Lidové školy umění Vladimíra Ambrose v Prostějově, kde zůstal až do roku 1990. V letech 1984–1990 se věnoval obdobnému kroužku na Lidové škole umění Žerotín v Olomouci.
Pedagogicky působil i na Univerzitě Palackého v Olomouci v letech 1990–2007, kde vyučoval na filozofické fakultě na katedře divadelních, filmových a mediálních studií. Svůj odborný zájem věnoval v této době především oblasti teorie divadla a otázkám týkajících se studiových scén a autorského divadla. V období svého působení na akademické půdě sepsal a obhájil i svou disertační práci s názvem Tři studie k současným tendencím alternativního a autorského divadla a herectví (rok 1995).
V letech 1990–1998 současně působil jako odborný asistent v tvůrčích ateliérech činoherního herectví a dramatické výchovy na divadelní fakultě brněnské Janáčkovy akademie múzických umění, kterou roce 1998 opustil. V roce 2007, po ukončení pedagogické činnosti na Univerzitě Palackého v Olomouci, se na brněnskou akademii opět vrátil a působil zde jako vědecký pracovník v Kabinetu pro výzkum divadla a dramatu. Zároveň se věnoval výuce doktorandů a vyučoval také v ateliéru Divadlo a výchova.
V roce 2010 se habilitoval prací Hledání souřadnic a kontextů divadla. Příspěvky k současné německé divadelní teorii, k jejím otázkám, možným výzvám a inspiracím. Také na základě zmíněné práce doporučila Umělecká rada Divadelní fakulty JAMU jeho jmenování profesorem oboru dramatických umění. Toto řízení zůstalo z důvodu jeho předčasné smrti nedokončené.

## Teatrologická činnost
Jan Roubal projevil zájem o divadlo již v mladém věku, kdy ho během středoškolských studií ovlivnila tvorba Kladivadla. Kromě pedagogické a překladatelské činnosti se věnoval reflexi české studiové scény a autorského divadla, zvláště se zaměřoval na oblast divadelní teorie. V oblasti teorie divadla byl ovlivněn Erikou Fischer-Lichte a Joachimem Fiebachem, jejichž koncepty se inspiroval a dále je ve svých teoretických východiscích rozvíjel a zdokonaloval. V teoretických pracích se především zaměřoval na procesualitu divadelní tvorby i její prezentace, inovoval teatrologickou terminologii, rozvíjel reflexi zpravidla opomíjené oblasti audiovizuálního záznamu divadla a jeho heuristického potenciálu pro teatrologii.
Z oblasti reflexí české studiové scény a autorského divadla vydal v roce 2003 společně s teatroložkou Tatjanou Lazorčákovou knihu K netradičnímu divadlu na Moravě a ve Slezsku 60.-80. letech dvacátého století.
K dalším významným pracím Jana Roubala patří podrobná analýza tvorby studiové scény HaDivadla, kterou nejen že v rámci 70.–80. let pomohl založit, ale v té době v ní i herecky či režisérsky působil. Své teoretické a originální divadelní metodologie využil v monografii Divadlo jako pocitový deník (2011), v níž do hloubky analyzoval jednu z inscenací právě souboru HaDivadla – Bylo jich pět a půl.
Vědecký přínos tvorby Jana Roubala spočíval ve výborné orientaci v prostoru německé a polské teatrologie, divadla a jeho současných tendencích. Právě tato schopnost mu umožnila rozvinout spolupráci s předními osobnostmi teatrologie obou zemí, a tak mohl české prostředí průběžně seznámit s jejich progresivními metodologickými přístupy a tendencemi. Nesoustřeďoval se  jen na českou (především Olomouc, Brno, Praha, Opava), německou (Berlín, Mnichov) a polskou půdu (Katovice, Krakov, Gdaňsk), vystupoval v rámci různých odborných konferencí např. na Slovensku (Prešov, Nitra, Bratislava), v Rakousku (Vídeň) nebo Maďarsku (Budapešť).
Dlouhodobě spolupracoval s Institutem divadelní vědy Freie Universität v Berlíně, se kterým se podílel na společném zdokumentování mezinárodního festivalu Divadlo v Plzni.

## Členství v divadelních souborech
V oblasti amatérského divadla byl spoluzakladatelem a dlouhodobě působil v Hanáckém divadelním souboru Jiřího Wolkera (společně s Josefem Kovalčukem a Svatoplukem Válou, později přejmenováno na HaDivadlo,1974) v Prostějově. Společně se studenty LŠU Prostějov založil Divadlo na dlani (1976–1981, které získalo ocenění Wolkrova Prostějova: inscenace eskymácké poezie Písně vrbovýho proutku a Ortenových textů Ortel (n)). V rámci LŠU Prostějov založil soubor Takydivadlo (1983–1989). Dalším spolkem, jehož se stal zakladatelem, byl Pardon (1985–1991), situován v DK Sigma Olomouc.

## Členství v odborných radách
Byl členem Divadelní rady MK ČR (1999–2001); Rady pro výzkum a vývoj MK ČR pro oblast divadla (2002–2007); od 1999 působil také v Teatrologické společnosti, od 2002 byl členem redakční rady Divadelní revue. Často působil i v soutěžních porotách různých divadelních festivalů a akcí.

## Publikační činnost

### Autor
- Ortel (N): (poznámky k divadlu poezie a jedné jeho inscenace) – publikace vznikla za působení v divadelním spolku Divadlo na dlani. (Prostějov: Okresní kulturní středisko,1987)
- Hra školou: dvakrát o Ivanu Vyskočilovi – dvě studie pojednávající o životě Ivana Vyskočila, jeho koncepcích divadla a samotného Nedivadla, které založil. Dílo sepsané společně s Michalem Čunderlem. (Praha: Nakladatelství Studia Ypsilon, 2001)
- K netradičnímu divadlu na Moravě a ve Slezsku 60.-80. let dvacátého století – publikace zahrnující důležité reflexe české studiové scény a autorského divadla. Vydal společně s Tatjanou Lazorčákovou. (Praha: Pražská scéna, 2003)
- K poetice divadla poezie – Orten v divadle poezie – sepsal společně s Jiřinou Hůrkovou (Praha: IPOS-ARTAMA; Prostějov: Hanácké Folklorní sdružení, 2004)
- Divadlo jako pocitový deník: analýza a rekonstrukce inscenace HaDivadla Bylo jich pět a půl (1982–1986) – publikace zaměřující se nejen na analýzu a vliv inscenace Bylo jich pět a půl ale reflektující také poetiku režisérské osobnosti Arnošta Goldflama v kontextu ostatních inscenací Svatopluka Vály. (Brno: Janáčkova akademie múzických umění v Brně, 2011)
- Divadlo jako neodhozený žebřík: texty o autorském, alternativní a studiovém divadle – publikace o autorském, alternativním a studiovém divadle. (Brno: Janáčkova akademie múzických umění v Brně, 2015)
- Hledání souřadnic a kontextů divadla. Příspěvky k současné německé divadelní teorii, k jejím otázkám, možným výzvám a inspiracím – Kniha uzavírá souhrn Roubalových spisů, soustředí se na otázku otevřené teatrologie, posílení interdisciplinárních vlivů především z německého a polského jazykového prostoru. Vydáno posmrtně. (Brno: Janáčkova akademie múzických umění v Brně, 2018)

### Editor
- Divadlo v průsečíku reflexe: antologie současné polské divadelní teorie – publikace se zaobírala polskou reflexí divadla v posledních třech desetiletích. Vydáno posmrtně.  (Praha: Institut umění – Divadelní ústav, 2018)
- Souřadnice a kontexty divadla: antologie současné německé divadelní teorie – prezentace prací z posledních třiceti let soustředící se na obecné otázky podstaty divadla, divadelní komunikace, teatrality a performativity a jejich projevy v minulém i současném divadle. (Praha: Divadelní ústav, 2005)